# WxPython
WxPython — кросплатформенная обёртка библиотек графического интерфейса пользователя для Python, основанная на wxWidgets, написанная на языке программирования C++. Одна из альтернатив Tkinter, которая поставляется вместе с Python. Реализована в виде модуля расширения Python (машинный код). Другие популярные альтернативы — PyGTK и PyQt. Так же, как и WxWidgets, WxPython является свободным программным обеспечением.

## Лицензия
Как обёртка библиотеки, WxPython использует те же бесплатные лицензии на программное обеспечение, что и WxWidgets (WxWindows лицензии), которые утверждаются Фондом свободного программного обеспечения и Open Source Initiative.

## История
Проект WxPython зародился, когда Робину Данну потребовался в ближайшие несколько недель графический интерфейс пользователя, развёрнутый на HP-UX системах, а также на Windows 3.1. При оценке коммерческих решений он наткнулся на Python, входящий в набор инструментальных средств WxWidgets. Таким образом он узнал Python и в скором времени, вместе с Харри Пасаненом, стал одним из основных разработчиков WxPython, которая произросла из этой начальной связки. Первые версии обёртки библиотеки создавались вручную. Однако вскоре ядро программы стало очень трудно поддерживать и синхронизировать с релизами WxWidgets. Более поздние версии были созданы с SWIG, значительно уменьшая объём работ на обновление обёртки. О выходе первой «современной» версии было объявлено в 1998 году.

## Примеры
Ниже приведён модуль «Hello, world!», показывающий создание двух главных объектов в WxPython (основного объекта окна и объекта приложения), а затем передачи управления обработчику событий (вызовом функции MainLoop ()), который отвечает за интерактивную часть пользователя программы.
```
#!/usr/bin/env python

import
 
wx

 

class
 
TestFrame
(
wx
.
Frame
):

    
def
 
__init__
(
self
,
 
parent
,
 
title
):

        
wx
.
Frame
.
__init__
(
self
,
 
parent
,
 
id
=-
1
,
 
title
=
title
)

        
text
 
=
 
wx
.
StaticText
(
self
,
 
label
=
title
)

 

app
 
=
 
wx
.
App
()

frame
 
=
 
TestFrame
(
None
,
 
"Hello, world!"
)

frame
.
Show
()

app
.
MainLoop
()

```

## Приложения, разработанные с использованием WxPython
- BitTorrent — первый клиент для протокола BitTorrent
- Chandler — персональный информационный менеджер
- Dropbox — облачное хранилище данных
- Phatch — пакетный обработчик изображений
- Métamorphose — пакетный переименователь
- PlayOnLinux и PlayOnMac — надстройки над Wine
- GRASS (ГИС) — бесплатная система для обработки географической информации с открытым исходным кодом
- Диск Google — настольный клиент для системы облачного хранения данных Google[3]